# Hon’i
Hon’i (jap. 品位) war ein Rangsystem für kaiserliche Prinzen (shinnō) in Japan.
Das System wurde 701 gleichzeitig mit einem Rangsystem für Beamte durch den Taihō-Kodex eingeführt. Es gab vier Prinzenränge, die als ippon (一品, „1. Rang“), nihon (二品, „2. Rang“), sambon (三品, „3. Rang“) und shihon (四品, „4. Rang“) bezeichnet wurden. Dabei erhielt nicht jeder Prinz einen Rang und diejenigen ohne wurden als muhon shinnō (無品親王, „rangloser Prinz“) bezeichnet. Die Prinzenränge waren in etwa äquivalent zu ihrem jeweiligen Beamtenrang in dem Sinne, dass bestimmte Posten in der Regierung nur mit einem entsprechenden Rang erreichbar waren. So erforderte der Posten des Daijō Daijin (Großkanzler) den 1. Rang, der des Sadaijin/Udaijin (Kanzler zur Linken/Rechten) den 2. Rang und der des Dainagon oder eines Ministerpostens den 3. oder 4. Rang.